# Gonçalo Vaz Botelho

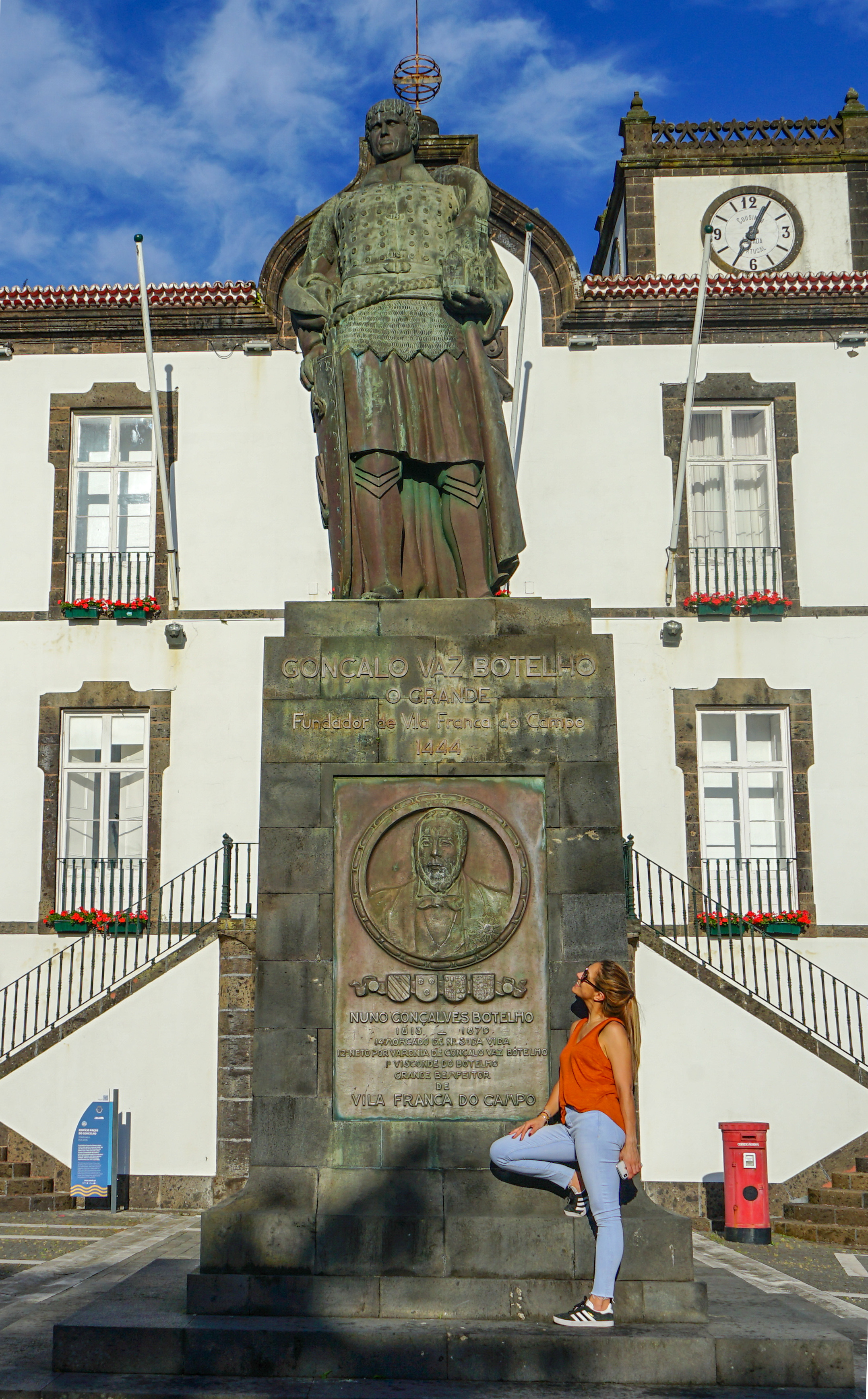
Estátua de Gonçalo Vaz Botelho em Vila Franca do Campo (da autoria de Canto da Maia, 1954).

Gonçalo Vaz Botelho (c. 1420 — Vila Franca do Campo, 14??), conhecido por o Grande, por assim ele o ser no corpo e condição, foi um dos homens da casa do Infante D. Henrique que fez parte do grupo liderado por Gonçalo Velho Cabral que iniciou o povoamento do Grupo Oriental do arquipélago dos Açores.

## Biografia
Filho de Pero Botelho, ao tempo o comendador-mor da Ordem de Cristo, integrou a casa do Infante D. Henrique. Quando Gonçalo Velho organizou a expedição destinada a iniciar a estruturação do povoamento da ilha de São Miguel, onde já tinham sido lançados animais domésticos e onde já residia um grupo de escravos, foi uma das figuras mais gradas que a integrou. Fixou-se em São Miguel com sua mulher, a tradição apontando o primogénito dos cinco filhos do casal, Nuno Gonçalves, como a primeira criança nascida na ilha.
Gonçalo Vaz Botelho estabeleceu-se inicialmente no lugar onde hoje se situa a vila da Povoação e recebeu posteriormente diversas terras em sesmaria, entre as quais uma dada em Rabo de Peixe. Juntou vastas propriedades, tornando-se num dos mais ricos povoadores da ilha. Quando faleceu tinha tinha 200 moios de renda e fazendas e entre os seus descendentes estiveram algumas das famílias mais ricas da ilha.
Foi o primeiro ouvidor do capitão do donatário na ilha de São Miguel, tendo liderado a criação do município de Vila Franca do Campo. Existe, frente aos Paços do Concelho de Vila Franca do Campo, uma estátua levantada em sua homenagem no ano de 1954, da autoria de Canto da Maia.